# MOL liga 2008/2009
Sezóna 2008/2009 byla 1. sezónou MOL ligy. Mistrem se stal tým HC Csikszereda.

## Základní část
| Vysvětlivka            |
| ---------------------- |
| Postupující do playoff |

| Poř. | Tým                           | Z  | V  | VP | PP | P  | VG  | OG  | B  |
| ---- | ----------------------------- | -- | -- | -- | -- | -- | --- | --- | -- |
| 1.   | HC Csikszereda                | 36 | 27 | 3  | 4  | 2  | 200 | 92  | 91 |
| 2.   | SC Miercurea Ciuc             | 36 | 25 | 3  | 1  | 7  | 174 | 90  | 82 |
| 3.   | Újpesti TE                    | 36 | 24 | 2  | 3  | 7  | 181 | 114 | 79 |
| 4.   | Budapešť Stars                | 36 | 19 | 2  | 2  | 13 | 114 | 82  | 63 |
| 5.   | Dunaújvárosi Acélbikák        | 36 | 18 | 3  | 2  | 13 | 149 | 123 | 62 |
| 6.   | CSA Steaua Bukurešť           | 36 | 18 | 1  | 1  | 16 | 159 | 127 | 57 |
| 7.   | Ferencvárosi TC               | 36 | 13 | 0  | 1  | 22 | 102 | 153 | 40 |
| 8.   | CS Progym Gheorgheni          | 36 | 11 | 1  | 1  | 23 | 114 | 176 | 36 |
| 9.   | Miskolci JJSE                 | 36 | 3  | 1  | 2  | 30 | 71  | 193 | 13 |
| 10.  | Alba Volán Székesfehérvár U19 | 36 | 3  | 1  | 0  | 32 | 80  | 194 | 11 |

## Play off

### Semifinále
- HC Csikszereda – Budapešť Stars 2:0 (4:3, 3:2)
- SC Miercurea Ciuc – Újpesti TE 2:0 (5:3, 5:0)

### Finále
- HC Csikszereda – SC Miercurea Ciuc 3:0 (5:2, 6:3, 5:3)